# Aurélie Olivier
Aurélie Olivier, née le 9 février 1986 à Trégrom dans les Côtes-d'Armor, est une poétesse française.

## Biographie
Aurélie Olivier vit son enfance dans le milieu rural breton, au sein d'une exploitation laitière.
Elle crée en 2013 l'association Littérature etc., qu'elle co-dirige avec Mathilde Recton. Parmi ses différentes activités, l'association fait dialoguer la création contemporaine avec des textes d'écrivaines dans le cadre d'arpentages et d'ateliers d'écriture pour transmettre le matrimoine littéraire.
Aurélie Olivier dirige et préface en 2021 l'ouvrage collectif Lettres aux jeunes poétesses,,.
En 2023, elle publie son recueil Mon corps de ferme dans lequel elle revient sur son enfance passée dans le contexte d'une exploitation agro-industrielle.
Aurélie Olivier explore dans sa poésie le lien entre l'intime et le social en travaillant les éléments historiques, économiques et l'écriture de soi,.

## Publications
- Lettres aux jeunes poétesses / ouvrage collectif initié par Aurélie Olivier, Paris, L'Arche, coll. « Des écrits pour la parole », 2021, 137 p. (ISBN 978-2-38198-021-8)
- Aurélie Olivier, Mon corps de ferme, Rennes, Éditions du Commun, 2022, 55 p. (ISBN 979-10-95630-58-6)